# سلدانية

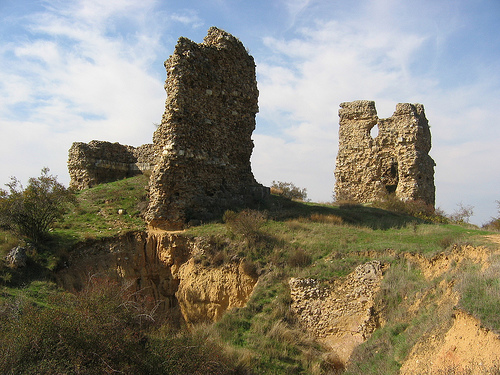
أنقاض قلعة سلدانية

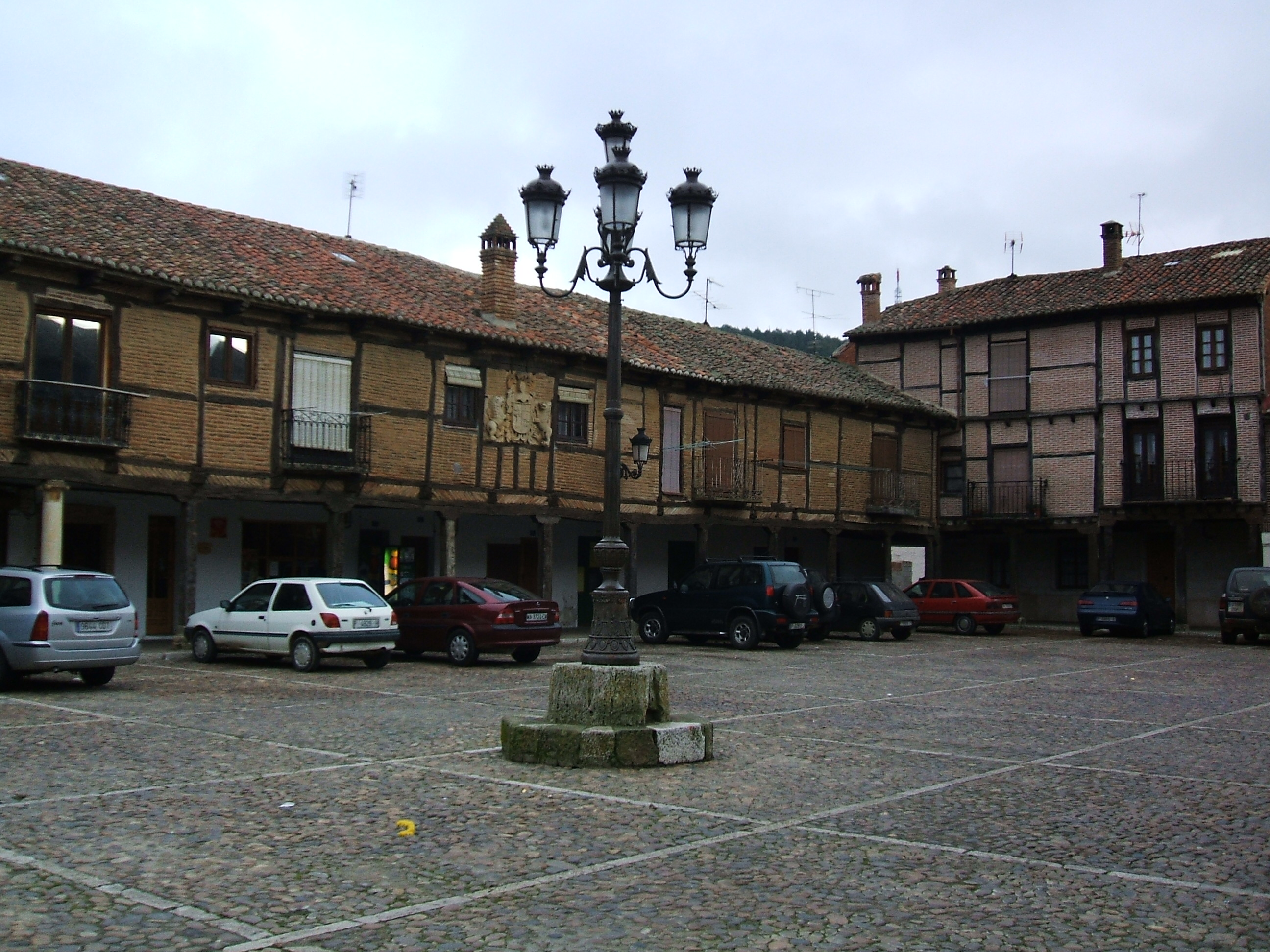
ساحة البلدة القديمة في سلدانية

سلدانية هي المدينة الرئيسة في السهول الخصبة لمقاطعة بلنثية في منطقة الحكم الذاتي في قشتالة وليون بإسبانيا ، وقد تكون مدينة «إلدانة»  التي ذكرها المؤرخ بطليموس بأن الإمبراطورية الرومانية احتلتها.